# Campeonato Asiático de Handebol Masculino de 2014
O Campeonato Asiático de Handebol Masculino de 2014 (2014 البطولة الآسيوية لكرة اليد للرجال (em árabe)) foi a décima sexta edição do principal campeonato de andebol (português europeu) ou handebol (português brasileiro) masculino do continente asiático. Barém foi o país sede e os jogos ocorreram nas cidades de Manama e Madinat 'Isa entre 25 de Janeiro e 6 de Fevereiro de 2014.
Além de servir para conhecer o campeão e melhor time de andebol da Ásia, o campeonato serviu como qualificatória para o Campeonato Mundial de 2015, no Catar.

## Equipas qualificadas
| - Coreia do Sul - Arábia Saudita - Irã - Uzbequistão - China - Bahrein | - Catar - Japão - Emirados Árabes Unidos - Kuwait - Iraque - Omã |

## Primeira fase

### Grupo A
| Pos | Equipe         | Pts | J | V | E | D | GP  | GC  | SG   |
| --- | -------------- | --- | - | - | - | - | --- | --- | ---- |
| 1   | Bahrein        | 9   | 5 | 4 | 1 | 0 | 157 | 113 | +44  |
| 2   | Irã            | 7   | 5 | 2 | 3 | 0 | 164 | 125 | +39  |
| 3   | Coreia do Sul  | 7   | 5 | 3 | 1 | 1 | 137 | 110 | +27  |
| 4   | Arábia Saudita | 5   | 5 | 2 | 1 | 2 | 130 | 113 | +17  |
| 5   | China          | 2   | 5 | 1 | 0 | 4 | 125 | 143 | −18  |
| 6   | Uzbequistão    | 0   | 5 | 0 | 0 | 5 | 106 | 215 | −109 |

| 25 de Janeiro de 2014 13:00 | Uzbequistão | 21 – 43 | Arábia Saudita | Khalifa Sports City Hall, Madinat 'Isa |
| 25 de Janeiro de 2014 13:00 | (14–21)     |         |                | Khalifa Sports City Hall, Madinat 'Isa |
| 25 de Janeiro de 2014 13:00 |             |         |                | Khalifa Sports City Hall, Madinat 'Isa |

| 25 de Janeiro de 2014 15:00 | Irã     | 24 – 24 | Coreia do Sul | Khalifa Sports City Hall, Madinat 'Isa |
| 25 de Janeiro de 2014 15:00 | (12–11) |         |               | Khalifa Sports City Hall, Madinat 'Isa |
| 25 de Janeiro de 2014 15:00 |         |         |               | Khalifa Sports City Hall, Madinat 'Isa |

| 25 de Janeiro de 2014 19:00 | China   | 22 – 32 | Bahrein | Khalifa Sports City Hall, Madinat 'Isa |
| 25 de Janeiro de 2014 19:00 | (12–14) |         |         | Khalifa Sports City Hall, Madinat 'Isa |
| 25 de Janeiro de 2014 19:00 |         |         |         | Khalifa Sports City Hall, Madinat 'Isa |

| 27 de Janeiro de 2014 15:00 | Arábia Saudita | 22 – 22 | Irã | Khalifa Sports City Hall, Madinat 'Isa |
| 27 de Janeiro de 2014 15:00 | (12–10)        |         |     | Khalifa Sports City Hall, Madinat 'Isa |
| 27 de Janeiro de 2014 15:00 |                |         |     | Khalifa Sports City Hall, Madinat 'Isa |

| 27 de Janeiro de 2014 17:00 | China  | 17 – 28 | Coreia do Sul | Khalifa Sports City Hall, Madinat 'Isa |
| 27 de Janeiro de 2014 17:00 | (9–14) |         |               | Khalifa Sports City Hall, Madinat 'Isa |
| 27 de Janeiro de 2014 17:00 |        |         |               | Khalifa Sports City Hall, Madinat 'Isa |

| 27 de Janeiro de 2014 19:00 | Uzbequistão | 22 – 47 | Bahrein | Khalifa Sports City Hall, Madinat 'Isa |
| 27 de Janeiro de 2014 19:00 | (8–23)      |         |         | Khalifa Sports City Hall, Madinat 'Isa |
| 27 de Janeiro de 2014 19:00 |             |         |         | Khalifa Sports City Hall, Madinat 'Isa |

| 29 de Janeiro de 2014 15:00 | Coreia do Sul | 32 – 19 | Uzbequistão | Khalifa Sports City Hall, Madinat 'Isa |
| 29 de Janeiro de 2014 15:00 | (15–9)        |         |             | Khalifa Sports City Hall, Madinat 'Isa |
| 29 de Janeiro de 2014 15:00 |               |         |             | Khalifa Sports City Hall, Madinat 'Isa |

| 29 de Janeiro de 2014 17:00 | Irã     | 34 – 27 | China | Khalifa Sports City Hall, Madinat 'Isa |
| 29 de Janeiro de 2014 17:00 | (16–12) |         |       | Khalifa Sports City Hall, Madinat 'Isa |
| 29 de Janeiro de 2014 17:00 |         |         |       | Khalifa Sports City Hall, Madinat 'Isa |

| 29 de Janeiro de 2014 19:00 | Bahrein | 22 – 14 | Arábia Saudita | Khalifa Sports City Hall, Madinat 'Isa |
| 29 de Janeiro de 2014 19:00 | (12–8)  |         |                | Khalifa Sports City Hall, Madinat 'Isa |
| 29 de Janeiro de 2014 19:00 |         |         |                | Khalifa Sports City Hall, Madinat 'Isa |

| 31 de Janeiro de 2014 15:00 | Irã     | 54 – 22 | Uzbequistão | Khalifa Sports City Hall, Madinat 'Isa |
| 31 de Janeiro de 2014 15:00 | (24–12) |         |             | Khalifa Sports City Hall, Madinat 'Isa |
| 31 de Janeiro de 2014 15:00 |         |         |             | Khalifa Sports City Hall, Madinat 'Isa |

| 31 de Janeiro de 2014 17:00 | Arábia Saudita | 27 – 20 | China | Khalifa Sports City Hall, Madinat 'Isa |
| 31 de Janeiro de 2014 17:00 | (14–10)        |         |       | Khalifa Sports City Hall, Madinat 'Isa |
| 31 de Janeiro de 2014 17:00 |                |         |       | Khalifa Sports City Hall, Madinat 'Isa |

| 31 de Janeiro de 2014 19:00 | Coreia do Sul | 25 – 26 | Bahrein | Khalifa Sports City Hall, Madinat 'Isa |
| 31 de Janeiro de 2014 19:00 | (14–15)       |         |         | Khalifa Sports City Hall, Madinat 'Isa |
| 31 de Janeiro de 2014 19:00 |               |         |         | Khalifa Sports City Hall, Madinat 'Isa |

| 2 de Fevereiro de 2014 15:00 | Uzbequistão | 22 – 39 | China | Khalifa Sports City Hall, Madinat 'Isa |
| 2 de Fevereiro de 2014 15:00 | (12–16)     |         |       | Khalifa Sports City Hall, Madinat 'Isa |
| 2 de Fevereiro de 2014 15:00 |             |         |       | Khalifa Sports City Hall, Madinat 'Isa |

| 2 de Fevereiro de 2014 17:00 | Coreia do Sul | 28 – 24 | Arábia Saudita | Khalifa Sports City Hall, Madinat 'Isa |
| 2 de Fevereiro de 2014 17:00 | (11–12)       |         |                | Khalifa Sports City Hall, Madinat 'Isa |
| 2 de Fevereiro de 2014 17:00 |               |         |                | Khalifa Sports City Hall, Madinat 'Isa |

| 2 de Fevereiro de 2014 19:00 | Bahrein | 30 – 30 | Irã | Khalifa Sports City Hall, Madinat 'Isa |
| 2 de Fevereiro de 2014 19:00 | (17–14) |         |     | Khalifa Sports City Hall, Madinat 'Isa |
| 2 de Fevereiro de 2014 19:00 |         |         |     | Khalifa Sports City Hall, Madinat 'Isa |

### Grupo B
| Pos | Equipe                 | Pts | J | V | E | D | GP  | GC  | SG  |
| --- | ---------------------- | --- | - | - | - | - | --- | --- | --- |
| 1   | Catar                  | 10  | 5 | 5 | 0 | 0 | 164 | 87  | +77 |
| 2   | Emirados Árabes Unidos | 6   | 5 | 3 | 0 | 2 | 116 | 131 | −15 |
| 3   | Kuwait                 | 6   | 5 | 3 | 0 | 2 | 142 | 139 | +3  |
| 4   | Omã                    | 4   | 5 | 2 | 0 | 3 | 126 | 142 | −16 |
| 5   | Japão                  | 4   | 5 | 2 | 0 | 3 | 140 | 132 | +8  |
| 6   | Iraque                 | 0   | 5 | 0 | 0 | 5 | 102 | 159 | −57 |

| 26 de Janeiro de 2014 15:00 | Kuwait  | 28 – 26 | Japão | Khalifa Sports City Hall, Madinat 'Isa |
| 26 de Janeiro de 2014 15:00 | (14–16) |         |       | Khalifa Sports City Hall, Madinat 'Isa |
| 26 de Janeiro de 2014 15:00 |         |         |       | Khalifa Sports City Hall, Madinat 'Isa |

| 26 de Janeiro de 2014 17:00 | Emirados Árabes Unidos | 14 – 31 | Catar | Khalifa Sports City Hall, Madinat 'Isa |
| 26 de Janeiro de 2014 17:00 | (7–17)                 |         |       | Khalifa Sports City Hall, Madinat 'Isa |
| 26 de Janeiro de 2014 17:00 |                        |         |       | Khalifa Sports City Hall, Madinat 'Isa |

| 26 de Janeiro de 2014 19:00 | Iraque  | 24 – 33 | Omã | Khalifa Sports City Hall, Madinat 'Isa |
| 26 de Janeiro de 2014 19:00 | (13–19) |         |     | Khalifa Sports City Hall, Madinat 'Isa |
| 26 de Janeiro de 2014 19:00 |         |         |     | Khalifa Sports City Hall, Madinat 'Isa |

| 28 de Janeiro de 2014 15:00 | Japão   | 35 – 26 | Emirados Árabes Unidos | Khalifa Sports City Hall, Madinat 'Isa |
| 28 de Janeiro de 2014 15:00 | (16–11) |         |                        | Khalifa Sports City Hall, Madinat 'Isa |
| 28 de Janeiro de 2014 15:00 |         |         |                        | Khalifa Sports City Hall, Madinat 'Isa |

| 28 de Janeiro de 2014 17:00 | Iraque | 11 – 40 | Catar | Khalifa Sports City Hall, Madinat 'Isa |
| 28 de Janeiro de 2014 17:00 | (6–18) |         |       | Khalifa Sports City Hall, Madinat 'Isa |
| 28 de Janeiro de 2014 17:00 |        |         |       | Khalifa Sports City Hall, Madinat 'Isa |

| 28 de Janeiro de 2014 19:00 | Kuwait  | 40 – 31 | Omã | Khalifa Sports City Hall, Madinat 'Isa |
| 28 de Janeiro de 2014 19:00 | (20–14) |         |     | Khalifa Sports City Hall, Madinat 'Isa |
| 28 de Janeiro de 2014 19:00 |         |         |     | Khalifa Sports City Hall, Madinat 'Isa |

| 30 de Janeiro de 2014 15:00 | Emirados Árabes Unidos | 26 – 17 | Iraque | Khalifa Sports City Hall, Madinat 'Isa |
| 30 de Janeiro de 2014 15:00 | (8–4)                  |         |        | Khalifa Sports City Hall, Madinat 'Isa |
| 30 de Janeiro de 2014 15:00 |                        |         |        | Khalifa Sports City Hall, Madinat 'Isa |

| 30 de Janeiro de 2014 17:00 | Omã    | 23 – 22 | Japão | Khalifa Sports City Hall, Madinat 'Isa |
| 30 de Janeiro de 2014 17:00 | (8–11) |         |       | Khalifa Sports City Hall, Madinat 'Isa |
| 30 de Janeiro de 2014 17:00 |        |         |       | Khalifa Sports City Hall, Madinat 'Isa |

| 30 de Janeiro de 2014 19:00 | Catar   | 31 – 23 | Kuwait | Khalifa Sports City Hall, Madinat 'Isa |
| 30 de Janeiro de 2014 19:00 | (14–14) |         |        | Khalifa Sports City Hall, Madinat 'Isa |
| 30 de Janeiro de 2014 19:00 |         |         |        | Khalifa Sports City Hall, Madinat 'Isa |

| 1 de Fevereiro de 2014 15:00 | Emirados Árabes Unidos | 23 – 22 | Kuwait | Khalifa Sports City Hall, Madinat 'Isa |
| 1 de Fevereiro de 2014 15:00 | (10–13)                |         |        | Khalifa Sports City Hall, Madinat 'Isa |
| 1 de Fevereiro de 2014 15:00 |                        |         |        | Khalifa Sports City Hall, Madinat 'Isa |

| 1 de Fevereiro de 2014 17:00 | Japão   | 31 – 22 | Iraque | Khalifa Sports City Hall, Madinat 'Isa |
| 1 de Fevereiro de 2014 17:00 | (16–10) |         |        | Khalifa Sports City Hall, Madinat 'Isa |
| 1 de Fevereiro de 2014 17:00 |         |         |        | Khalifa Sports City Hall, Madinat 'Isa |

| 1 de Fevereiro de 2014 19:00 | Catar  | 29 – 13 | Omã | Khalifa Sports City Hall, Madinat 'Isa |
| 1 de Fevereiro de 2014 19:00 | (15–7) |         |     | Khalifa Sports City Hall, Madinat 'Isa |
| 1 de Fevereiro de 2014 19:00 |        |         |     | Khalifa Sports City Hall, Madinat 'Isa |

| 3 de Fevereiro de 2014 15:00 | Omã     | 26 – 27 | Emirados Árabes Unidos | Khalifa Sports City Hall, Madinat 'Isa |
| 3 de Fevereiro de 2014 15:00 | (12–13) |         |                        | Khalifa Sports City Hall, Madinat 'Isa |
| 3 de Fevereiro de 2014 15:00 |         |         |                        | Khalifa Sports City Hall, Madinat 'Isa |

| 3 de Fevereiro de 2014 17:00 | Kuwait  | 29 – 28 | Iraque | Khalifa Sports City Hall, Madinat 'Isa |
| 3 de Fevereiro de 2014 17:00 | (12–15) |         |        | Khalifa Sports City Hall, Madinat 'Isa |
| 3 de Fevereiro de 2014 17:00 |         |         |        | Khalifa Sports City Hall, Madinat 'Isa |

| 3 de Fevereiro de 2014 19:00 | Catar   | 33 – 26 | Japão | Khalifa Sports City Hall, Madinat 'Isa |
| 3 de Fevereiro de 2014 19:00 | (15–15) |         |       | Khalifa Sports City Hall, Madinat 'Isa |
| 3 de Fevereiro de 2014 19:00 |         |         |       | Khalifa Sports City Hall, Madinat 'Isa |

## Decisão 9º–12º
|  | Semi finais             | Semi finais             |    |                               | 9º/10º                        | 9º/10º |  |
|  |                         |                         |    |                               |                               |        |  |
|  | 4 de Fevereiro – Manama |                         |    |                               |                               |        |  |
|  | China                   | 25                      |    |                               |                               |        |  |
|  | Iraque                  | 30                      |    |                               |                               |        |  |
|  |                         |                         |    |                               |                               |        |  |
|  |                         |                         |    |                               | 5 de Fevereiro – Madinat 'Isa |        |  |
|  |                         |                         |    |                               | Iraque                        | 20     |  |
|  |                         | Japão                   | 28 |                               |                               |        |  |
|  |                         |                         |    |                               |                               |        |  |
|  |                         |                         |    |                               |                               |        |  |
|  |                         |                         |    |                               | 11º/12º                       |        |  |
|  | 4 de Fevereiro – Manama | 4 de Fevereiro – Manama |    | 5 de Fevereiro – Madinat 'Isa | 5 de Fevereiro – Madinat 'Isa |        |  |
|  | Japão                   | 41                      |    | China                         | 10                            |        |  |
|  | Uzbequistão             | 12                      |    |                               | Uzbequistão                   | 0      |  |

### Semi finais
| 4 de Fevereiro de 2014 13:00 | China   | 25 – 30 | Iraque | Bahrain Handball Federation Hall, Manama |
| 4 de Fevereiro de 2014 13:00 | (11–17) |         |        | Bahrain Handball Federation Hall, Manama |
| 4 de Fevereiro de 2014 13:00 |         |         |        | Bahrain Handball Federation Hall, Manama |

| 4 de Fevereiro de 2014 15:00 | Japão  | 41 – 12 | Uzbequistão | Bahrain Handball Federation Hall, Manama |
| 4 de Fevereiro de 2014 15:00 | (18–7) |         |             | Bahrain Handball Federation Hall, Manama |
| 4 de Fevereiro de 2014 15:00 |        |         |             | Bahrain Handball Federation Hall, Manama |

### 11º/12º
| 5 de Fevereiro de 2014 13:00 | China      | 10 – 0 | Uzbequistão | Khalifa Sports City Hall, Madinat 'Isa |
| 5 de Fevereiro de 2014 13:00 | (Walkover) |        |             | Khalifa Sports City Hall, Madinat 'Isa |
| 5 de Fevereiro de 2014 13:00 |            |        |             | Khalifa Sports City Hall, Madinat 'Isa |

### 9º/10º
| 5 de Fevereiro de 2014 15:00 | Iraque  | 20 – 28 | Japão | Khalifa Sports City Hall, Madinat 'Isa |
| 5 de Fevereiro de 2014 15:00 | (11–17) |         |       | Khalifa Sports City Hall, Madinat 'Isa |
| 5 de Fevereiro de 2014 15:00 |         |         |       | Khalifa Sports City Hall, Madinat 'Isa |

## Colocação 5º–8º
|  | Semi finais             | Semi finais             |    |                               | 5º/6º                         | 5º/6º |  |
|  |                         |                         |    |                               |                               |       |  |
|  | 4 de Fevereiro – Manama |                         |    |                               |                               |       |  |
|  | Coreia do Sul           | 32                      |    |                               |                               |       |  |
|  | Omã                     | 18                      |    |                               |                               |       |  |
|  |                         |                         |    |                               |                               |       |  |
|  |                         |                         |    |                               | 5 de Fevereiro – Madinat 'Isa |       |  |
|  |                         |                         |    |                               | Coreia do Sul                 | 30    |  |
|  |                         | Arábia Saudita          | 25 |                               |                               |       |  |
|  |                         |                         |    |                               |                               |       |  |
|  |                         |                         |    |                               |                               |       |  |
|  |                         |                         |    |                               | 7th/8th                       |       |  |
|  | 4 de Fevereiro – Manama | 4 de Fevereiro – Manama |    | 5 de Fevereiro – Madinat 'Isa | 5 de Fevereiro – Madinat 'Isa |       |  |
|  | Kuwait                  | 30                      |    | Omã                           | 26                            |       |  |
|  | Arábia Saudita          | 36                      |    |                               | Kuwait                        | 35    |  |

### Semi finais
| 4 de Fevereiro de 2014 17:00 | Coreia do Sul | 32 – 18 | Omã | Bahrain Handball Federation Hall, Manama |
| 4 de Fevereiro de 2014 17:00 | (12–10)       |         |     | Bahrain Handball Federation Hall, Manama |
| 4 de Fevereiro de 2014 17:00 |               |         |     | Bahrain Handball Federation Hall, Manama |

| 4 de Fevereiro de 2014 19:00 | Kuwait  | 30 – 36 | Arábia Saudita | Bahrain Handball Federation Hall, Manama |
| 4 de Fevereiro de 2014 19:00 | (18–16) |         |                | Bahrain Handball Federation Hall, Manama |
| 4 de Fevereiro de 2014 19:00 |         |         |                | Bahrain Handball Federation Hall, Manama |

### 7º/8º
| 5 de Fevereiro de 2014 17:00 | Omã    | 26 – 35 | Kuwait | Khalifa Sports City Hall, Madinat 'Isa |
| 5 de Fevereiro de 2014 17:00 | (9–16) |         |        | Khalifa Sports City Hall, Madinat 'Isa |
| 5 de Fevereiro de 2014 17:00 |        |         |        | Khalifa Sports City Hall, Madinat 'Isa |

### 5º/6º
| 5 de Fevereiro de 2014 19:00 | Coreia do Sul | 30 – 25 | Arábia Saudita | Khalifa Sports City Hall, Madinat 'Isa |
| 5 de Fevereiro de 2014 19:00 | (15–15)       |         |                | Khalifa Sports City Hall, Madinat 'Isa |
| 5 de Fevereiro de 2014 19:00 |               |         |                | Khalifa Sports City Hall, Madinat 'Isa |

## Última fase
|  | Semi finais                   | Semi finais                   |    |                               | Final                         | Final |  |
|  |                               |                               |    |                               |                               |       |  |
|  | 4 de Fevereiro – Madinat 'Isa |                               |    |                               |                               |       |  |
|  | Bahrein                       | 27                            |    |                               |                               |       |  |
|  | Emirados Árabes Unidos        | 20                            |    |                               |                               |       |  |
|  |                               |                               |    |                               |                               |       |  |
|  |                               |                               |    |                               | 6 de Fevereiro – Madinat 'Isa |       |  |
|  |                               |                               |    |                               | Bahrein                       | 26    |  |
|  |                               | Catar                         | 27 |                               |                               |       |  |
|  |                               |                               |    |                               |                               |       |  |
|  |                               |                               |    |                               |                               |       |  |
|  |                               |                               |    |                               | 3º lugar                      |       |  |
|  | 4 de Fevereiro – Madinat 'Isa | 4 de Fevereiro – Madinat 'Isa |    | 6 de Fevereiro – Madinat 'Isa | 6 de Fevereiro – Madinat 'Isa |       |  |
|  | Catar                         | 23                            |    | Emirados Árabes Unidos        | 23                            |       |  |
|  | Irã                           | 22                            |    |                               | Irã                           | 29    |  |

### Semi finais
| 4 de Fevereiro de 2014 16:30 | Catar   | 23 – 22 | Irã | Khalifa Sports City Hall, Madinat 'Isa |
| 4 de Fevereiro de 2014 16:30 | (12–11) |         |     | Khalifa Sports City Hall, Madinat 'Isa |
| 4 de Fevereiro de 2014 16:30 |         |         |     | Khalifa Sports City Hall, Madinat 'Isa |

| 4 de Fevereiro de 2014 19:00 | Bahrein | 27 – 20 | Emirados Árabes Unidos | Khalifa Sports City Hall, Madinat 'Isa |
| 4 de Fevereiro de 2014 19:00 | (15–8)  |         |                        | Khalifa Sports City Hall, Madinat 'Isa |
| 4 de Fevereiro de 2014 19:00 |         |         |                        | Khalifa Sports City Hall, Madinat 'Isa |

### Disputa pelo bronze
| 6 de Fevereiro de 2014 16:30 | Emirados Árabes Unidos | 23 – 29 | Irã | Khalifa Sports City Hall, Madinat 'Isa |
| 6 de Fevereiro de 2014 16:30 | (10–11)                |         |     | Khalifa Sports City Hall, Madinat 'Isa |
| 6 de Fevereiro de 2014 16:30 |                        |         |     | Khalifa Sports City Hall, Madinat 'Isa |

### Disputa pelo ouro
| 6 de Fevereiro de 2014 19:00 | Bahrein | 26 – 27 | Catar | Khalifa Sports City Hall, Madinat 'Isa |
| 6 de Fevereiro de 2014 19:00 | (14–14) |         |       | Khalifa Sports City Hall, Madinat 'Isa |
| 6 de Fevereiro de 2014 19:00 |         |         |       | Khalifa Sports City Hall, Madinat 'Isa |

## Colocação final
| Posição | Time                   |
| ------- | ---------------------- |
| 1       | Catar                  |
| 2       | Bahrein                |
| 3       | Irã                    |
| 4       | Emirados Árabes Unidos |
| 5       | Coreia do Sul          |
| 6       | Arábia Saudita         |
| 7       | Kuwait                 |
| 8       | Omã                    |
| 9       | Japão                  |
| 10      | Iraque                 |
| 11      | China                  |
| 12      | Uzbequistão            |

|  | Equipa qualificada para o Campeonato Mundial de 2015 |